# A.G. Michel
A. G. Michel est un ecclésiastique catholique et un auteur antimaçonnique français, militant de la Fédération nationale catholique fondée par le général Édouard de Castelnau.

## Biographie
Selon l'éditeur Jean-Gilles Malliarakis qui a réédité ses ouvrages aux Éditions du Trident, A. G. Michel aurait été un pseudonyme, peut-être d'un jésuite qui aurait été collaborateur du Père du Passage, alors directeur des Étvdes, revue jésuite, et qui a publié contre les loges maçonniques dans le même fonds éditorial.

## Thèses
À partir des années 1920, il examina de manière systématique tous les textes politiques adoptés par les convents annuels du Grand Orient de France qu'il jugea parfois très ressemblants à ceux de la Grande Loge de France. Il établit ensuite de nombreux parallèles avec la politique française. Il dénonce l'action du Cartel des Gauches rassemblant radicaux et socialistes vainqueurs des élections législatives de mai 1924 en les présentant comme inféodés à la franc-maçonnerie. Il signale la présence dans la société de groupements maçonnisés où les Rotary Clubs figurent au côté de la Ligue de l’Enseignement, de la Libre Pensée, des syndicats de fonctionnaires et d’enseignants ou des patronages laïques. Il accuse la maçonnerie française de s'acharner sur le dogme de l'étatisation de l'école afin de perpétuer un régime politique et non d'être conçue pour les besoins des élèves, des enfants et des familles. Pour Michel, le secret maçonnique est l'élément essentiel d'une dictature politique.
Selon lui, le pacte synarchique (« Pacte synarchiste révolutionnaire pour l'empire français ») fut rédigé en 1936 et est devenu un agenda politique réel à partir de 1945 à la conférence de Yalta. Ses mots d'ordres seraient ceux qu'aurait propagés en France la franc-maçonnerie laïque et socialiste du Grand Orient de France.

## Publications
- La Dictature de la franc-maçonnerie sur la France, Paris : Éditions Spes, 1924.
- Socialisme maçonnique, Éditions du Trident.
- La France sous l'étreinte maçonnique, Éditions Fédération Nationale Catholique, 1930.
- Mondialisme maçonnique, Éditions du Trident.